# 繆爾峰

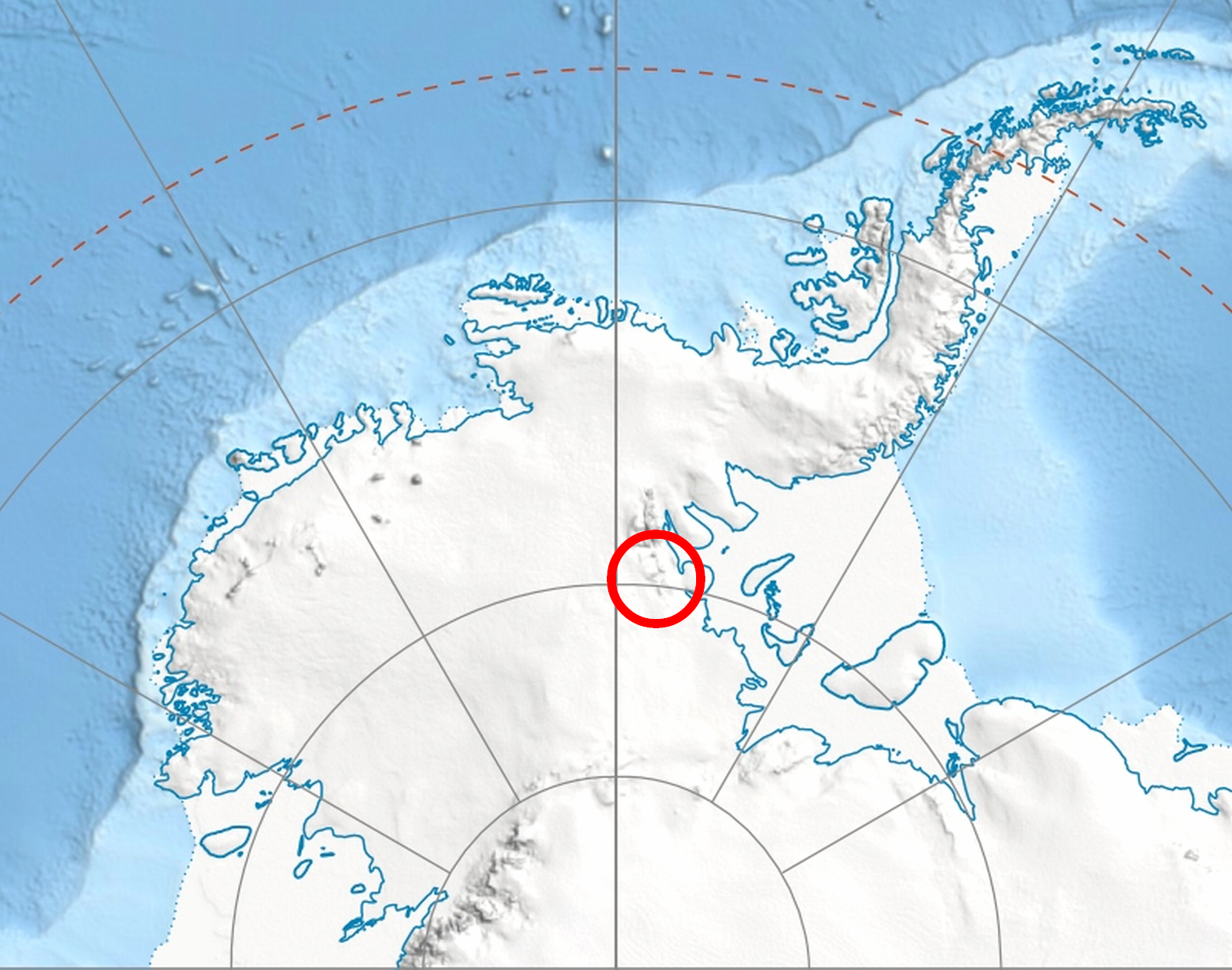

繆爾峰（英語：Muir Peak），是南極洲的山峰，位於埃爾斯沃思地，處於弗雷澤嶺，美國地質調查局根據測量和美國海軍拍攝的空中照片繪入地圖，現時由南極條約體系管理。